# Banca centrale della Costa Rica
La banca centrale della Costa Rica è la banca centrale della Costa Rica, nell'America centrale. La sede della banca è a San José.